# Mazatlán
Mazatlán egy nagyváros Mexikó Sinaloa államában, a Csendes-óceán partján. Az ország egyik fontos kikötője és turisztikai célpontja. Lakossága 2010-ben meghaladta a 380 000 főt.

## Fekvése
A város Sinaloa állam déli részén fekszik a Csendes-óceán partján. A terület a parttól kezdve fokozatosan emelkedik északkelet felé, a város közvetlen szomszédságában már több száz méter magas hegyek találhatók, néhány tíz kilométerre pedig a Nyugati-Sierra Madre hegyláncai a 2500 m-es magasságot is elérik. A tengerparton magas sziklák is emelkednek és néhány kisebb sziget is kíséri a partot. Az éghajlat forró és viszonylag csapadékos (főleg a nyár végi és őszi hónapokban).

## Közlekedés
Mazatlán fontos közlekedési csomópont. Áthalad rajta a 15-ös főút, mely az északi határon elhelyezkedő Heroica Nogalest köti össze Mexikóvárossal, valamint innen indul ki az országot átszelő, Victoria de Durangót, Torreónt, Saltillót és Monterreyt is érintő 40-es főút.
Ugyancsak érinti a várost a Ferromex kezelésében levő, a Csendes-óceán partvidékén végighaladó vasútvonal is. Mazatlán nemzetközi repülőtere a General Rafael Buelna nemzetközi repülőtér, mely a várostól körülbelül 10 km távolságra helyezkedik el délkeleti irányban.
Kikötőjéből rendszeres hajójáratok indulnak Déli-Alsó-Kalifornia állam fővárosába, La Pazba is.

## Népesség
A település népessége igen gyors ütemben növekszik:
| Év   | Lakosság |
| ---- | -------- |
| 1990 | 262 705  |
| 1995 | 302 808  |
| 2000 | 327 989  |
| 2005 | 352 471  |
| 2010 | 381 583  |

## Története
A város neve a navatl nyelvű mazatl („szarvas”) és tlán („bővelkedés”) szavakból származik, így jelentése „szarvasokban bővelkedő hely”. A területet a spanyolok megérkezése előtt vadászó-halászó-gyűjtögető életmódot folytató indián törzsek lakták, akik az előkerült leletek tanúbizonysága szerint a fazekasságnak ugyan mesterei voltak, de maradandó építményeket nem hoztak létre.
Az első spanyol, aki a vidéken járt, Nuño de Guzmán volt, aki Culiacán megalapítása után 1531. május 14-én 25 embert küldött a mai Mazatlán helyére, hogy a területet benépesítsék, így jött létre az akkor Villa Uniónnak nevezett falu. Nagy fejlődés azonban nem tudott megindulni a vízhiány miatt, mert a salétromos talajból kinyert víz még öntözésre sem volt alkalmas, nemhogy ivásra. 1636-ban a település Martín Hernández és családja tulajdonába került.
Bár az időnként ideérkező kalózok és az indián törzsek harciassága hátráltatta a fejlődést, lassacskán kiépült a kis kikötő, ez pedig serkentette az újabb lakók letelepedését. Az épülő házak azonban kezdetlegesek voltak, a települést pedig nem vezette senki (hacsak nem számítjuk településvezetőnek azokat a műveletlen, barbár, többnyire színes bőrű fegyvereseket, akik megtelepedtek itt és a hatalmat gyakorolták). Az 1700-as évek közepén épült az első templom, az összevissza kialakult ösvények közül pedig lassan kiépült a település első főutcája, a mai Belisario Domínguez utca. A kikötő az idők során folyamatosan fejlődött, a 18. század végére már igen jelentőssé vált.
1830-ban, Sinaloa állam megalakításakor Mazatlán villa rangra emelkedett. 1832-ben Mariano Paredes centralista hadseregének élén bevette a várost, ahol a következő évben kolerajárvány pusztított. Csak 1837-ben kezdte meg működését az első városi önkormányzat, 1842-ben pedig megjelent az első helyi sajtótermék, az El Demócrata, valamint az állam hivatalos újságja, a La Gaceta del Estado de Sinaloa. A mexikói–amerikai háború során 1847. február 17-én az USA hajói blokád alá vonták Mazatlán kikötőjét, melyet 1848 februárjában hagytak el. 1854-ben jelent meg az El Clamor Público első száma, 1856-ban pedig új templomot kezdtek építeni (1937-ben székesegyházzá szentelték). 1858 januárjában, a reformháború során a helyi katonai erők a Tacubaya-terv mellé álltak, 1859-től 1873-ig pedig Mazatlán volt Sinaloa állam fővárosa (a kongresszus 1872-ben költözött ide).
A francia megszállók 1864 márciusában próbálkoztak először kikötni Mazatlánban, de a helyiek ezt a támadást visszaverték. November 12-én azonban a D'Assa hajó parancsnoka, L. Kergrist blokád alá vonta a kikötőt és másnap hajnalban bombázni kezdte a védtelen lakosságot, így a helyiek kénytelenek voltak átadni a várost a franciáknak, de egy év múlva a köztársasági seregek visszafoglalták azt.
A kikötő utolsó idegen megszállására 1871-ben került sor, amikor is egy angol kereskedelmi cég Mexikó elleni panaszának hatására angol hadiflotta érkezett Mazatlánba. 1873-ban megalapították a Liceo Rosales iskolát, mely később Culiacánba költözött, majd később kialakult belőle a Sinaloai Egyetem. 1874-ben meteorológiai megfigyelőállomás létesült a Cerro del Vigía nevű hegyen, két évvel később pedig megkezdte működését az állam első távíróvonala Mazatlán és Rosario között. 1889-ben nyílt meg a Mexikó Nemzeti Bank városi fiókja.
A forradalom során 1911-ben a kikötő a maderisták kezére került, majd 1913. november 14-én megkezdődött a forradalmi erők blokádja, ami 1914. augusztus 9-ig tartott. Ugyanebben az évben légitámadás érte a várost, a líbiai Tripoli után a világon másodikként: a carranzisták egy gépe a Cerro de la Nevería nevű, stratégiailag fontos csúcsot akarta támadni, bombája azonban a városra hullott két embert megölve és többet megsebesítve.
1959-ben a sinaloai püspökség kettéválásával megalakult az önálló Mazatláni püspökség.

## Gazdaság
Az 1900 óta itt működő sörgyár ma a Grupo Modelo tulajdona.

## Turizmus, sport
A város egyik fő bevételforrása a turizmus, a legfontosabb vonzerő a tengerpart, de megtekinthető néhány történelmi építészeti emlék is: a 19. századi székesegyház, a még régebbi Szent József-templom, a tengerészház, a tengeri vám épülete, a világítótorony, a Pino Suárez-piac, a Március 31-erőd, az Angela Peralta színház, a boltívsoros Canobio-ház, az Edificio Juárez és a Machado tér.
Mazatlán legismertebb rendezvénye az 1898 óta évente megtartott karnevál, de híres még a tengerészek napja is.
A település kedvelt sportja a baseball, a helyi csapat, a Venados de Mazatlán (Mazatláni Szarvasok) a bajnokság csendes-óceáni csoportjában szerepel. 2020-ra a városban felépült egy nagy méretű, modern labdarúgó-stadion is (az El Kraken), sőt, ugyanezen év júniusában azt is bejelentették, hogy az addig az első osztályú bajnokságban szereplő Monarcas Morelia csapat megszűnik, és Mazatlánban új, első osztályú klubot hoznak létre: így alakult meg a Mazatlán FC.

A Las Olas Altas-part látképe